# هنرییت منتل
هنرییت منتل (انگلیسی: Henriette Mantel؛ زادهٔ ۱۹۵۸) یک هنرپیشه و فیلم‌نامه‌نویس اهل ایالات متحده آمریکا است.